# Токарев, Василий Фёдорович
Василий Фёдорович Токарев (6 [19] августа 1913, Днепровское, Екатеринославская губерния — 4 июля 1944, Пуховичский район, Минская область) — наводчик орудия 220-го гвардейского истребительно-противотанкового артиллерийского полка, гвардии младший сержант. Герой Советского Союза (1944).

## Биография

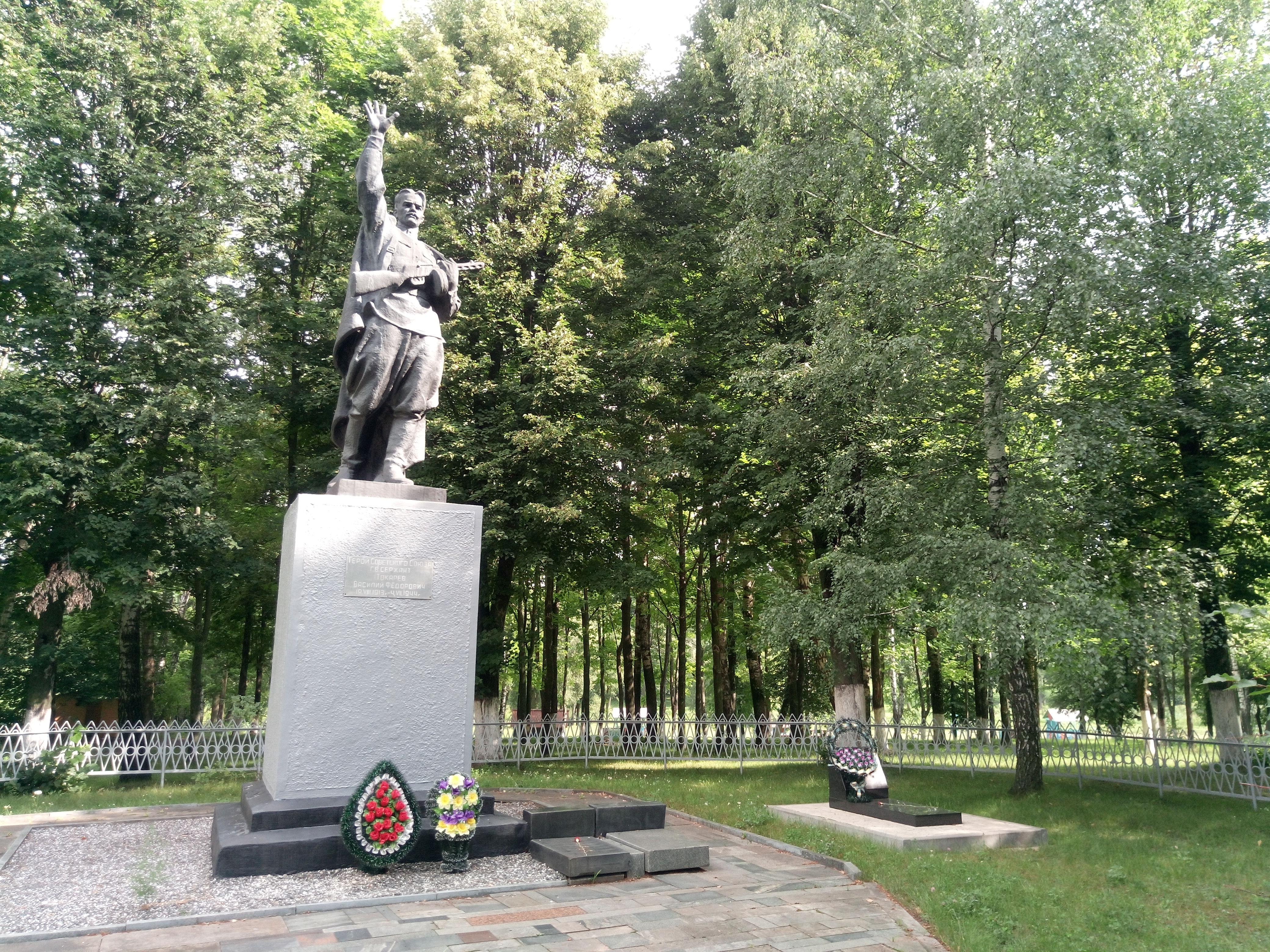
Памятник В. Ф. Токареву в Марьиной Горке

Родился 6 (19) августа 1913 года в селе Днепровское (ныне посёлок городского типа Верхнеднепровского района Днепропетровской области). Окончил 7 классов.
Работал в Мундыбашском леспромхозе Таштагольского района Кемеровской области.
В Красной армии с 1942 года. В действующей армии с июня 1942 года. Воевал на Западном, Центральном и 1-м Белорусском фронтах. Участвовал в оборонительных боях на елецком направлении, в Орловской, Черниговско-Припятской, Гомельско-Речицкой наступательных операциях. Был ранен.
Наводчик орудия 220-го гвардейского истребительно-противотанкового артиллерийского полка гвардии младший сержант Токарев отличился при освобождении Белоруссии.
4 июля 1944 года расчёт орудия занял выгодную позицию в районе деревни Узляны Пуховичского района Минской области и открыл стрельбу по огневым точкам противника. С рассветом при поддержке артиллерийского и миномётного огня стрелковые подразделения наших войск пошли в атаку. Противники, имея преимущество в живой силе и технике, оказали упорное сопротивление, порой переходя в контратаки. Заняв выгодную позицию, орудийный расчёт Токарева подпустил вражеские цепи на расстояние прямого выстрела и открыл огонь. Уничтожив передовые силы противника, артиллеристы перенесли огонь на пулемётные точки. В этом бою Токарев был ранен в ногу, но продолжал вести стрельбу. Когда погиб командир орудия, гвардии младший сержант Токарев заменил его и вместе с заряжающим, оказавшись на направлении главного удара, отразил ещё пять контратак противника. В ходе боя он получил ещё одно тяжёлое ранение, но продолжал руководить расчётом. Отражая очередную атаку врага и нанеся ему значительный урон, Василий Токарев скончался от ран прямо на месте боя.
Указом Президиума Верховного Совета СССР от 22 августа 1944 года за мужество, отвагу и героизм гвардии младшему сержанту Токареву Василию Фёдоровичу посмертно присвоено звание Героя Советского Союза.
Награждён орденом Ленина, медалью.
Похоронен в городе Марьина Горка Минской области. Имя Героя носит улица, установлен бюст в посёлке Каз Кемеровской области.

## Награды и звания
- Герой Советского Союза (22.8.1944)
- Орден Ленина
- Медали

## Память
- Имя Героя носит улица, установлен бюст в посёлке Каз Кемеровской области.
- В 1950 году на могиле в Марьиной Горке установлен памятник — скульптура воина.
- В Узлянах (Пуховичский район, Минская область) установлен мемориал на месте боя батареи капитана А. К. Леонтюка. За бой у деревни Узляны Пуховичского района все 49 бойцов 5-й батареи были отмечены орденами. Гвардии капитану Антону Леонтюку, старшине Афанасию Черняку, старшине Дмитрию Чепусову, старшине Ефрему Курочкину и младшему сержанту Василию Токареву (посмертно) присвоили звание Героев Советского Союза[1]. Их барельефы размещены на мемориале.

Мемориал на месте боя в Узлянах
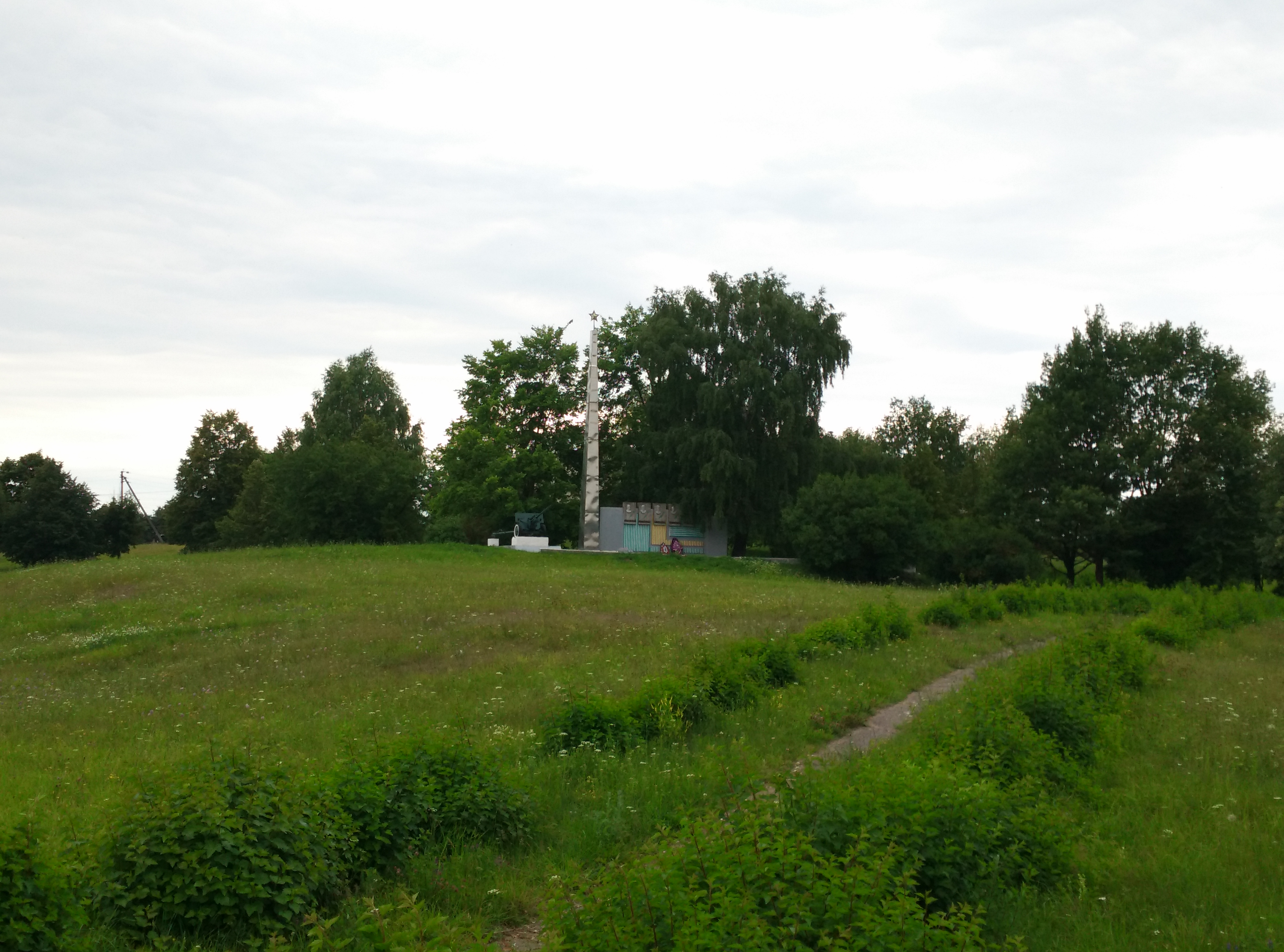
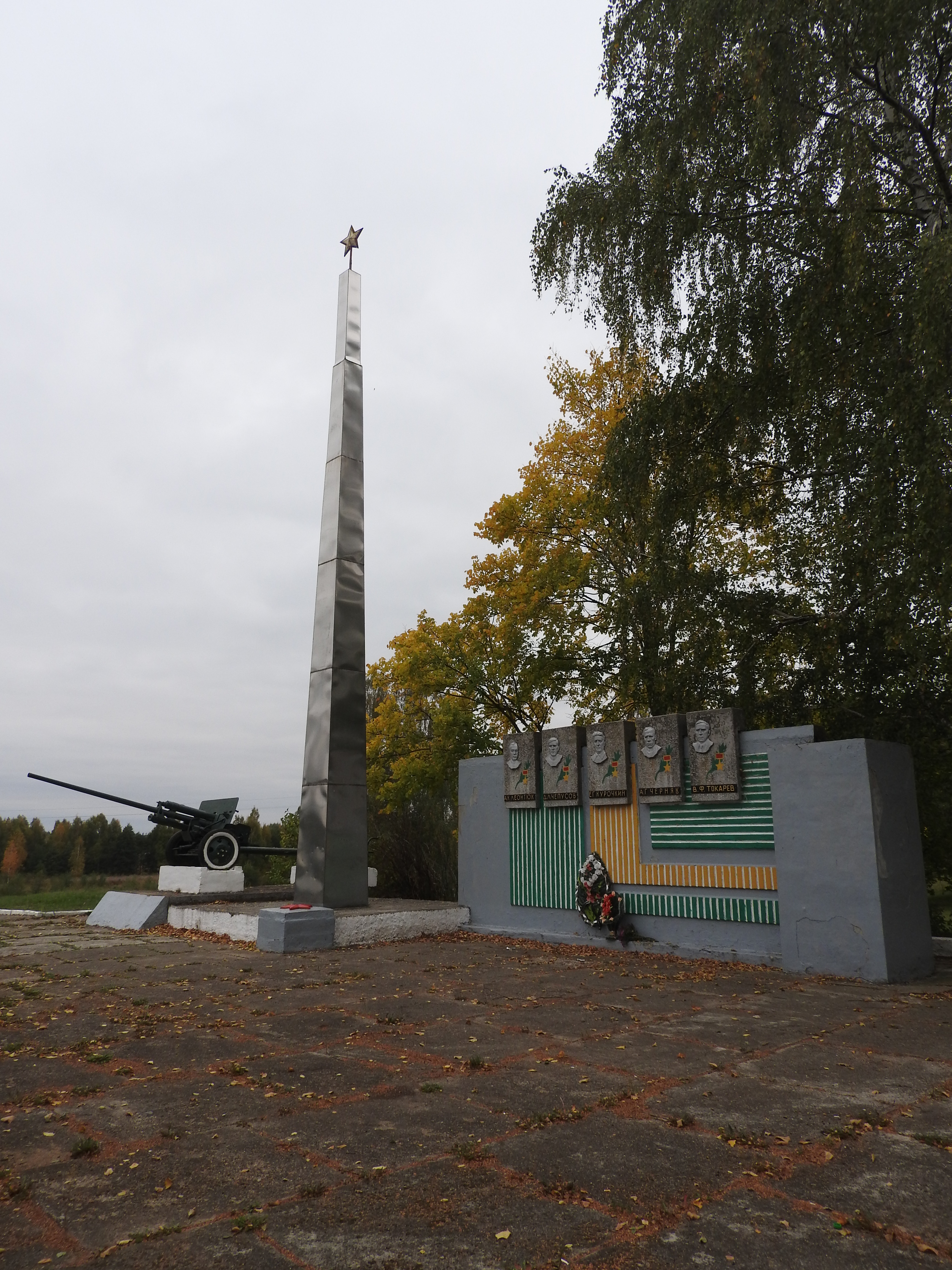
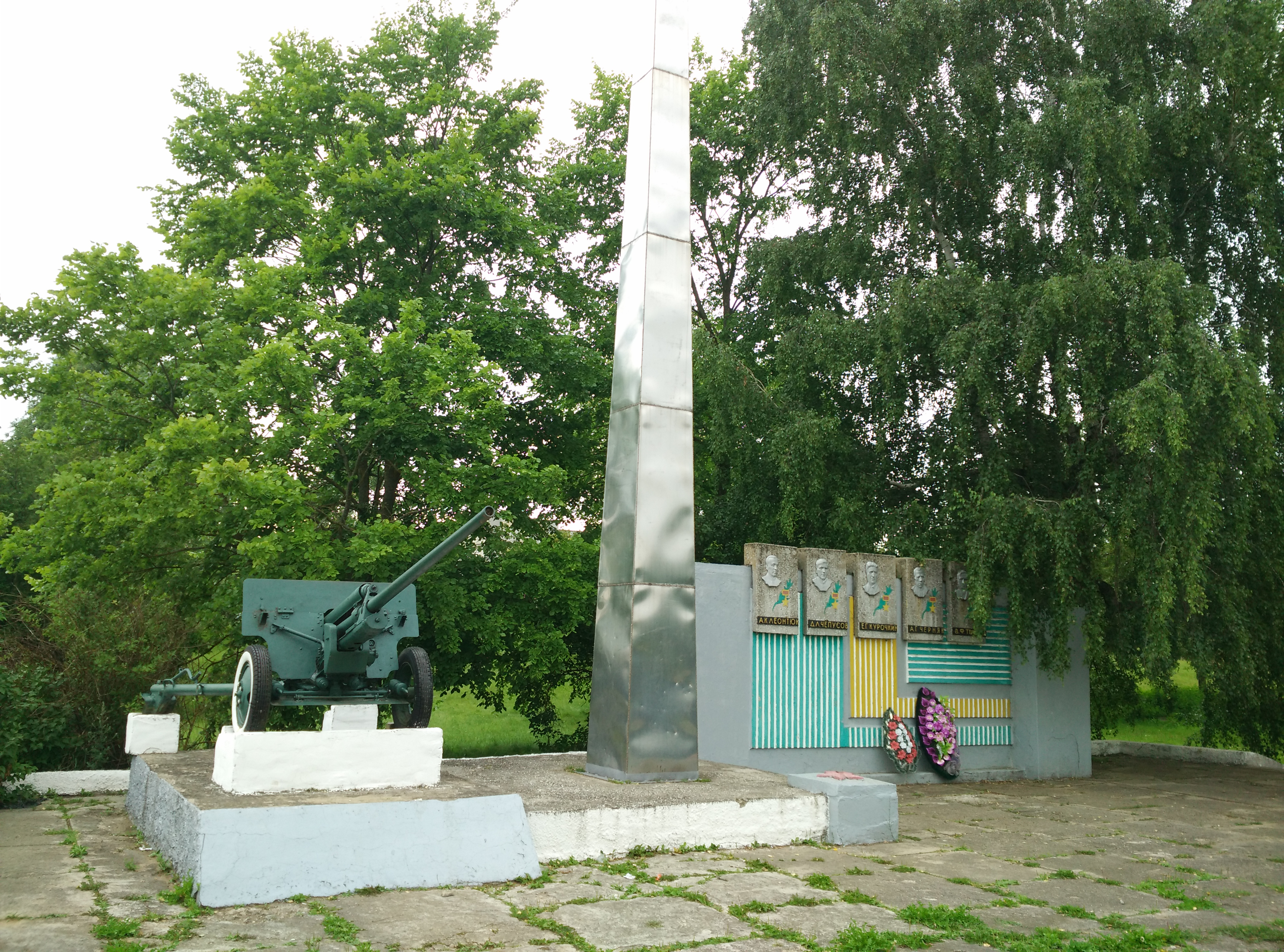
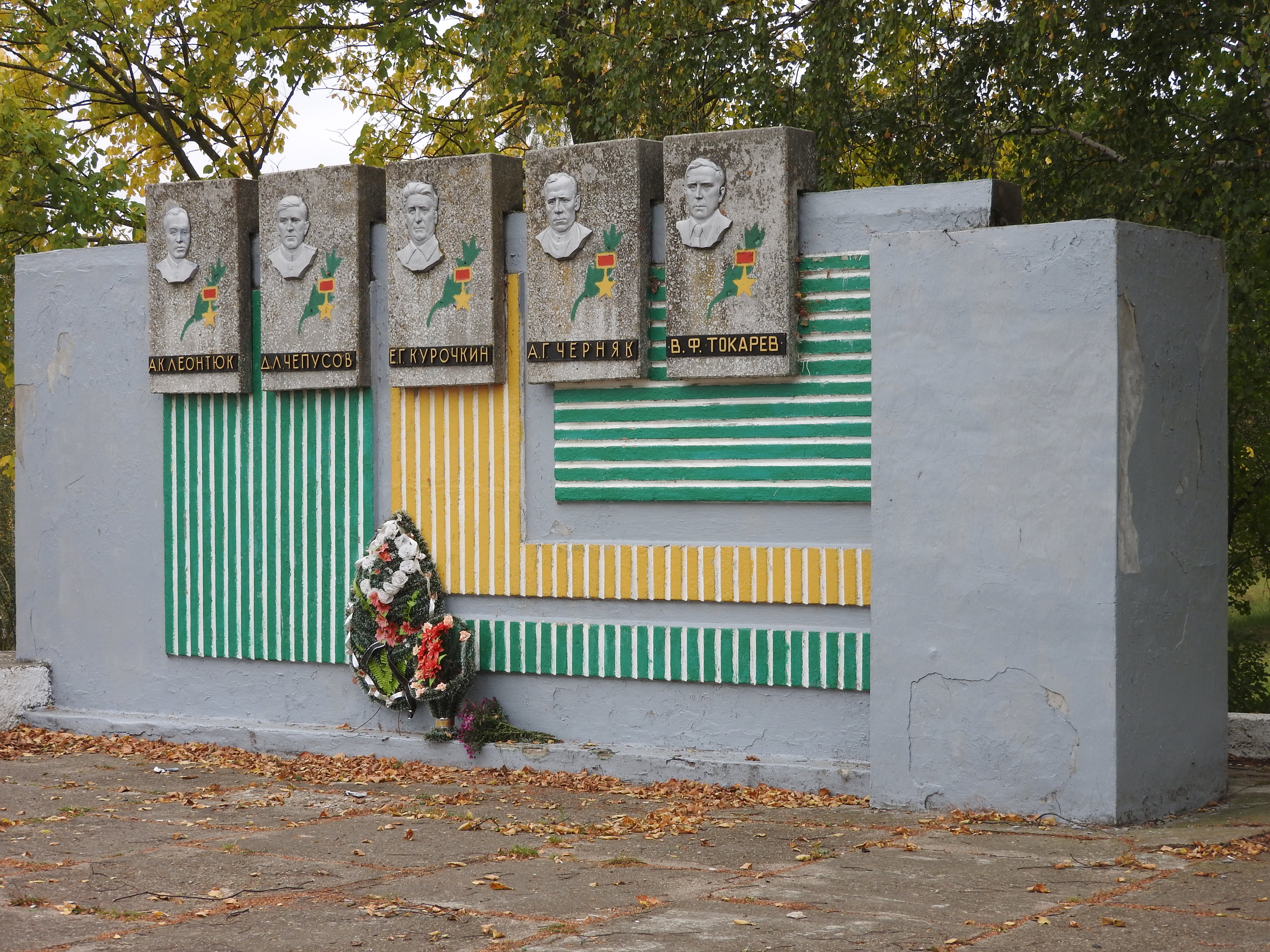
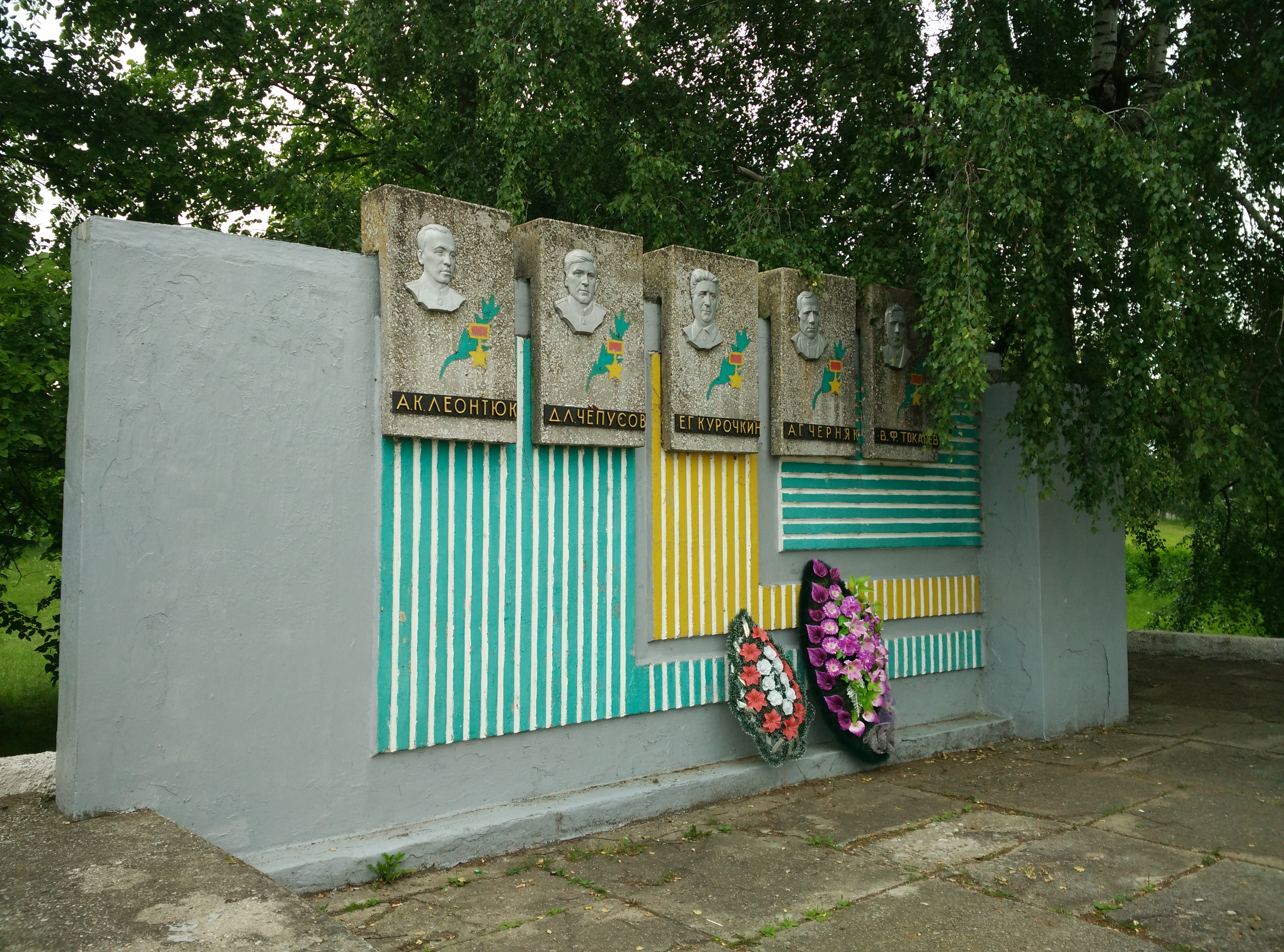